# 吳宇舒
吳宇舒（1981年12月21日—），台灣新聞主播，曾任華視《莒光園地》主持人、東森新聞台《直播線上》主持人兼任節目製作人。現任東森新聞台《東森晚間新聞》當家主播、《海峽拚經濟》主持人。

## 學歷
- 國立臺灣大學新聞研究所文學碩士 (2011年畢業）
- 國立臺灣師範大學社會教育學系新聞組教育學學士（2004年畢業）
- 國立臺中女子高級中學（2000年畢業）
- 臺中市立北新國民中學
- 臺中市北屯區文昌國民小學

## 經歷
- 華視《莒光園地》主持人
- 東森新聞台政治組記者、兼任主播、2400夜線新聞主播、專任主播、主持人、製作人、晚間新聞當家主播。

## 簡歷
- 2004年5月，大學畢業透過招考，成為東森新聞政治中心記者，主跑市政。
- 2005年，冬季剛上任主播時，時常被部分媒體拿來與前TVBS新聞台主播王怡仁做比較，期間也曾在東森夜線新聞做過「宇舒盯台北」的專題報導。吳宇舒是各新聞台專任主播中，少數的七年級生，年輕卻有架勢，台風穩健，專業、清新形象深植人心。
- 2006年，和公益團體合作，拍攝嬌生「超涵水」隱形眼鏡廣告，一炮而紅。吳宇舒愛心不落人後，隱形眼鏡廣告收入一百萬元，全數捐做公益。
- 2006年，受邀世界展望會與林志玲前往史瓦濟蘭。
- 2007年，亦與王力宏前往寮國採訪。
- 2007年，台灣時尚雜誌《美麗佳人》也針對新時代女性接班人進行名為「新世代接班人女力大調查」的網路民意調查，吳宇舒則是被網友評選為「台灣新世代女力風雲人物」的三大人物之一。四月份登上《BEAUTY大美人》雜誌封面，是第一位以主播身份，成為時尚雜誌封面人物。獲中華職棒聯盟的邀請，參加中華職棒18年總冠軍第四戰，是史上第一位擔任開球嘉賓的主播。
- 2008年，《FHM男人幫》雜誌大調查，吳宇舒被選為百大美女第38名。在無名小站的網路PK票選中，獲得「超人氣美女主播」冠軍，是新生代明星主播的代表人物。前往央視主持「兩岸看奧運」節目，與白岩松、張羽搭檔，打開對岸知名度。往後時常受邀赴對岸主持，包括與央視名主持魯健合作第一屆海峽論壇聯歡晚會，以及東方衛視名嘴曹可凡合作主持「上海台北雙城世博會」節目。
- 2023年7月19日起因待產暫離職務，於2023年9月18日起回歸主播台。

## 家庭
- 2013年，與同台政治中心組長朱凱翔結婚[4]。2023年7月，生下女兒[8]。

## 廣告
- 2006年，嬌生「超涵水」隱形眼鏡
- 2011年，TES「電動機車 捨我騎誰」[9]

## 主持作品

### 曾主持的節目
| 時間                         | 頻道                    | 節目                                         | 備註             |
| 2006年-2010年1月15日         | 東森新聞台              | 2400東森夜線新聞《宇舒盯台北》               | 主播             |
| 時間待查                     | 華視主頻                | 《莒光園地》                                 | 主持人           |
| 時間待查                     | 央視                    | 《兩岸看奧運》                               | 主持人           |
| 時間待查                     | 央視                    | 《第一屆海峽論壇聯歡晚會》                   | 主持人           |
| 時間待查                     | 東方衛視                | 《上海台北雙城世博會》                       | 主持人           |
| 時間待查                     | 東森超視/東森綜合台     | 《i客家》                                    | 主持人           |
| 時間待查-2014年              | 東森新聞台              | 《ECFA進行式》                               | 主持人           |
| 2014年-2019年1月6日          | 福建海峽衛視/東森新聞台 | 《海峽拚經濟》                               | 主持人           |
| 2020年1月5日-2023年6月4日    | 福建海峽衛視/東森新聞台 | 《海峽拚經濟》                               | 主持人           |
| 2023年9月23日-至今           | 福建海峽衛視/東森新聞台 | 《海峽拚經濟》                               | 主持人           |
| 2009年12月5日                | 東森新聞台              | 《決戰17點百里侯新傳》                       | 主播             |
| 2010年1月18日-2011年5月30日  | 東森新聞台              | 《新聞圖舒館》（晚間8點時段）                | 主播             |
| 2011年5月31日-2018年12月28日 | 東森新聞台              | 《黃金8點新聞》（晚間8點時段）               | 主播             |
| 2012年1月14日                | 東森新聞台              | 《2012大選三國志 報導最深入》                | 主播             |
| 2014年11月29日               | 東森新聞台              | 《九合一關鍵時刻 深入報導 選後版圖》         | 主播             |
| 2016年1月16日                | 東森新聞台              | 《2016關鍵大選 政經版圖 選後透析》           | 主播             |
| 2018年11月5日                | 東森新聞台              | 《大選看東森 全台總分析》                    | 主播             |
| 2018年11月24日               | 東森新聞台              | 《2018九合一選舉開票特別報導》               | 主播             |
| 2018年11月24日               | 東森新聞台              | 《大選觀察站》                               | 主播             |
| 2019年1月2日-2019年11月22日  | 東森新聞台              | 《直播線上》                                 | 主持人、製作人   |
| 2019年11月29日-2020年1月17日 | 東森新聞台              | 《黃金8點新聞》（晚間8點時段）               | 主播（回歸播報） |
| 2020年1月27日-至今           | 東森新聞台              | 《東森晚間新聞》                             | 當家主播         |
| 2020年1月11日                | 東森新聞台              | 《2020大選開票看東森》                       | 即時分析主播     |
| 2020年6月6日                 | 東森新聞台              | 《高雄市長罷免案開票特別報導》               | 即時報導主播     |
| 2021年9月25日                | 東森新聞台              | 《2021年中國國民黨主席選舉》開票特別報導     | 開票主播         |
| 2022年11月26日               | 東森新聞台              | 《2022決戰九合一科技開票看東森》開票特別報導 | 開票主播         |
| 2024年1月13日                | 東森新聞台              | 《2024大選看東森》決戰2024大選開票看東森     | 開票主播         |
| 2025年7月26日                | 東森新聞台              | 《2025大罷免關鍵時刻》開票特別報導           | 開票主播         |

## 演出作品

### 電視劇
- 2018年，台視主頻、東森綜合台《愛的3.14159》飾演客串新聞主播。

### 擔任嘉賓
- 中華職棒18年總冠軍第四戰擔任首位開球嘉賓。
- 2021年3月4日，東森綜合台《全民星攻略》節目來賓。

## 公益活動
- 2006年，世界展望會與林志玲前往史瓦濟蘭採訪。
- 2007年，世界展望會與王力宏前往寮國採訪。
- 2018年，東森傳愛 聽見愛的聲音。
- 2018年，台灣兒童暨家庭扶助基金會「無窮世代計畫」《明星公益簽拍，1元起標》活動。

## 出版作品

### 雜誌
- 2007年，《BEAUTY大美人》NO.44。
- 2008年，《FHM男人幫》。

## 外部連結
- 吳宇舒的無語書—痞客邦（页面存档备份，存于）
- 吳宇舒的Facebook專頁
- 吳宇舒的新浪微博
- 吳宇舒的Instagram帳戶
- YouTube上的吳宇舒頻道
- 國立臺灣師範大學 - 教育學院第一屆｜2020｜多元貢獻類——吳宇舒介紹
- YouTube上的【吳宇舒主播】東森新聞播放列表—東森新聞 CH51